# Rupes Boris

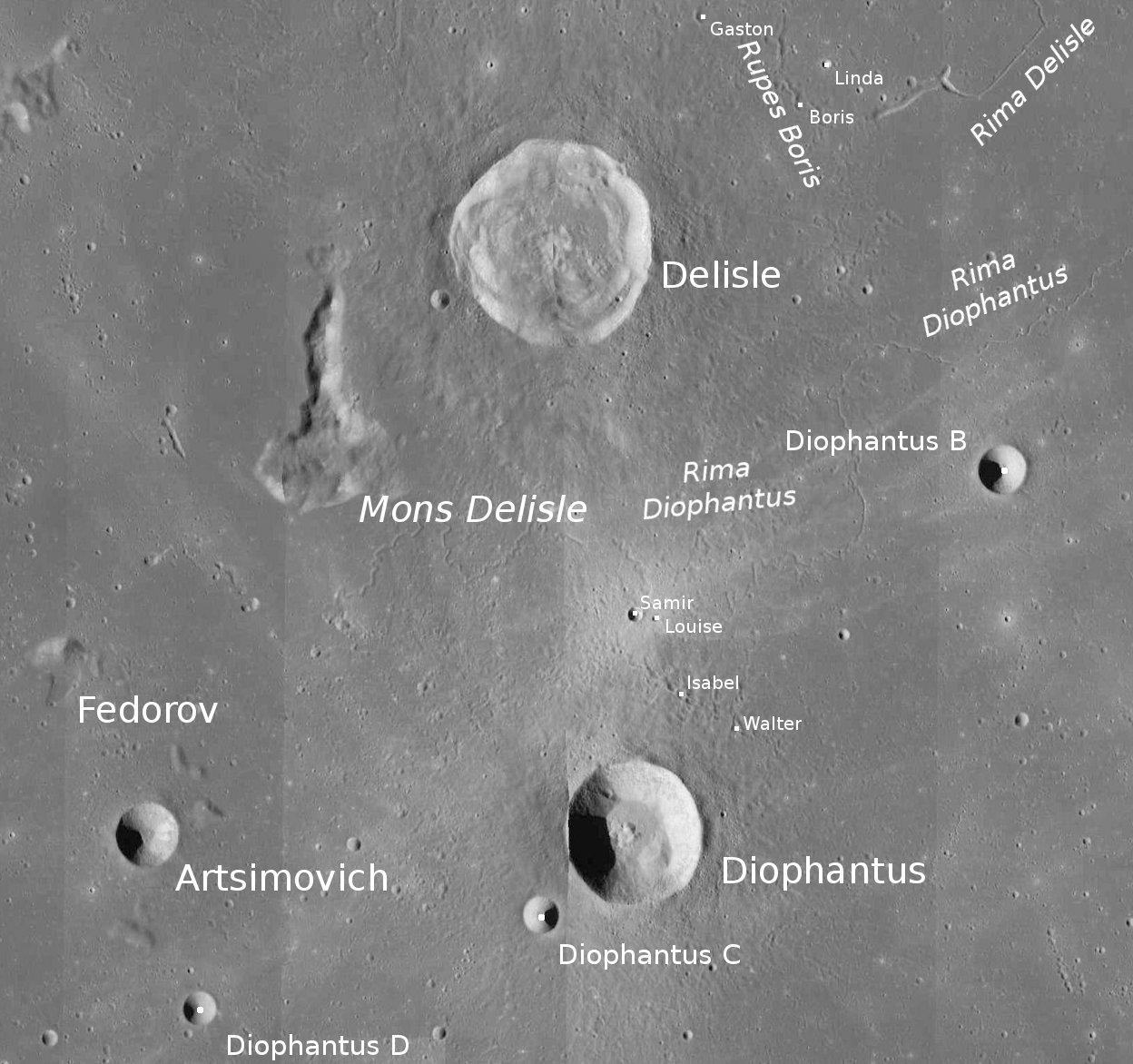
Poloha zlomu Rupes Boris a brázdy Rima Delisle.

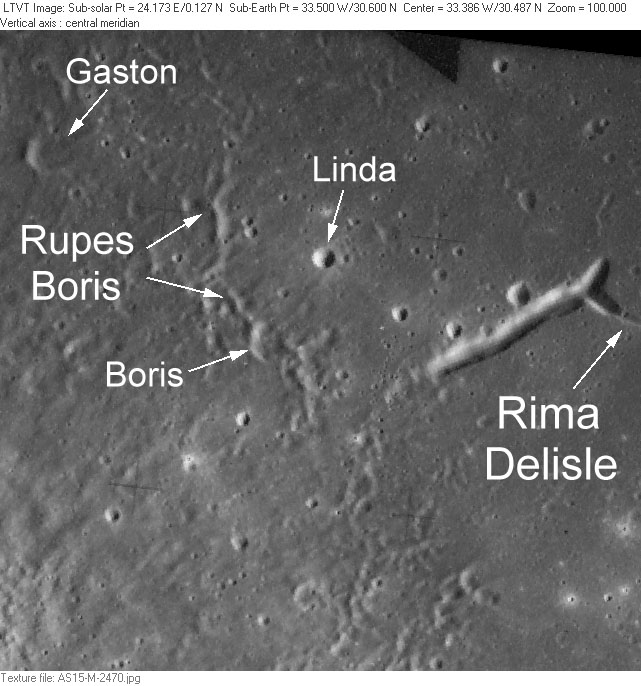
Poloha zlomu Rupes Boris a brázdy Rima Delisle (bližší pohled).

Rupes Boris je malý měsíční zlom nacházející se v Mare Imbrium (Moře dešťů) na přivrácené straně Měsíce. Začíná v kráteru Boris, podle něhož získal své jméno a pokračuje severním kolem malého kráteru Linda. Měří cca 4 km. Střední selenografické souřadnice jsou 30,7° S a 33,6° Z. Východně od zlomu se táhne brázda Rima Delisle. Jihozápadním směrem leží kráter Delisle.